# Hiroshi Ochiai
Hiroshi Ochiai (n. 28 februarie 1946) este un fost fotbalist japonez.

## Statistici
| Japonia | Japonia | Japonia |
| An      | Meciuri | Goluri  |
| ------- | ------- | ------- |
| 1974    | 2       | 0       |
| 1975    | 13      | 3       |
| 1976    | 15      | 2       |
| 1977    | 5       | 0       |
| 1978    | 14      | 3       |
| 1979    | 9       | 1       |
| 1980    | 5       | 0       |
| Total   | 63      | 9       |